# Amt Hütten

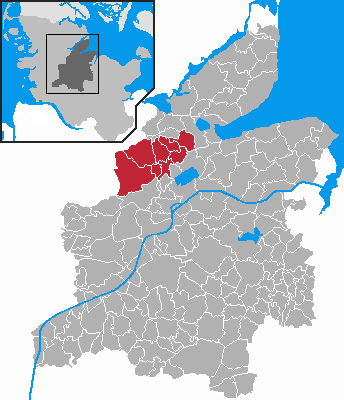
Lage des ehem. Amtes Hütten im Kreis Rendsburg-Eckernförde

Das Amt Hütten war von 1970 bis 2008 ein Amt im Nordwesten des Kreises Rendsburg-Eckernförde in Schleswig-Holstein mit Sitz in Ascheffel.

## Gemeinden
Das Amt hatte eine Fläche von gut 100 km² und zuletzt 7700 Einwohner in den Gemeinden
1. Ahlefeld
2. Ascheffel
3. Bistensee
4. Brekendorf
5. Damendorf
6. Hütten
7. Osterby
8. Owschlag.

## Landschaft
Im Bereich des Amtes Hütten liegen die Hüttener Berge, ein Naturpark, der durch die von der letzten Eiszeit hinterlassenen Grund- und Endmoränen geprägt ist. Dagegen liegen die Gemeinden Owschlag und Brekendorf auf der ebeneren Geest.

## Geschichte

Wappen des ehem. Amtes Hütten

Vorläufer des Amtes war die im Jahre 1519 erstmals erwähnte Hüttener Harde, auch Bergharde genannt. Mit Übernahme des adligen Gutes Hütten 1523 durch Herzog Friedrich wurde Hütten Verwaltungszentrum aller 23 Dörfer der damaligen Bergharde. Das historische Amt Hütten existierte – nach der Parzellierung des ehemaligen Vorwerks Hütten – im Herzogtum Schleswig von 1777 bis 1867. Dann ging es in der Provinz Schleswig-Holstein und den Kreis Eckernförde auf. Eine Neugründung des Amtes Hütten gab es 1970 im Rahmen der mit der Kreisreform in Schleswig-Holstein verbundenen Ämterzusammenlegung.
Im Zuge der Verwaltungsstrukturreform in Schleswig-Holstein fusionierte das Amt zum 1. Januar 2008 mit dem Amt Wittensee zum Amt Hüttener Berge.

## Wappen
Blasonierung: „In Gold, wurzelnd in drei grünen Hügeln, von denen der mittlere erniedrigt ist, drei hohe grüne Eichbäume. Zwischen den Stämmen ein springender roter Hirsch.“
Das Wappen wird vom Amt Hüttener Berge weitergeführt.